# Alta Gracia
Alta Gracia ist eine Stadt in der Provinz Córdoba im zentralen Argentinien. Sie liegt an den südlichen Ausläufern der Sierra Chica am Übergang dieser Sierra in die Sierra de los Comechingones.
Alta Gracia ist Hauptstadt des Departamentos Santa María und hat 42.600 Einwohner (2001), mit ihren zahlreichen Vororten, von denen viele auf den Tourismus ausgerichtet sind, etwa 60.000. Sie wird zum Ballungsraum der Stadt Córdoba gerechnet, obwohl die Bebauung zwischen beiden Städten eine fast 20 Kilometer lange Lücke aufweist.

## Politik
In der Regierungszeit des peronistischen Gouverneurs José Manuel de la Sota (1998 bis 2007) kam die Idee auf, die Provinzhauptstadt von Córdoba im Zuge eines Dezentralisierungsprozesses nach Alta Gracia zu verlegen. Der Vorschlag, der besonders nach der Wahl des strikt oppositionellen Luis Juez zum Bürgermeister von Córdoba und dem daraufhin folgenden Konflikt zwischen Stadt und Provinz an politischer Brisanz gewann, wurde allerdings nie umgesetzt.

## Kultur und Sehenswürdigkeiten
Bekannt ist Alta Gracia vor allem wegen der Estancia der Jesuiten, die direkt im Zentrum der Stadt an einem Hang liegt. Sie ist eine ehemalige Rinderfarm, deren Eigentümer dem Orden beitrat und sie bei ihrem Tod den Jesuiten vermachte. 1767 wurde sie wieder an einen privaten Eigentümer versteigert. Zu sehen sind heutzutage die Kirche, ein Museum im ehemaligen Herrschaftshaus, die Mühle El Obraje, die heute eine Schule beherbergt, und der Tajamar, ein künstlicher See direkt neben der Estancia im Stadtzentrum.
Die Estancia gehört seit 2000 zum Weltkulturerbe der UNESCO gemeinsam mit anderen Baudenkmälern in und um Córdoba.
Sehenswert ist auch das Che-Guevara-Museum, das seinen Lebenslauf dokumentiert und auch Objekte aus seiner Jugendzeit zeigt. Es ist im ehemaligen Wohnhaus der Eltern untergebracht.

## Persönlichkeiten
In Alta Gracia verbrachte der bekannte Revolutionär Che Guevara eine beträchtliche Zeit seiner Kindheit und Jugend. Sein Wohnhaus beherbergt heute ein Che-Guevara-Museum.

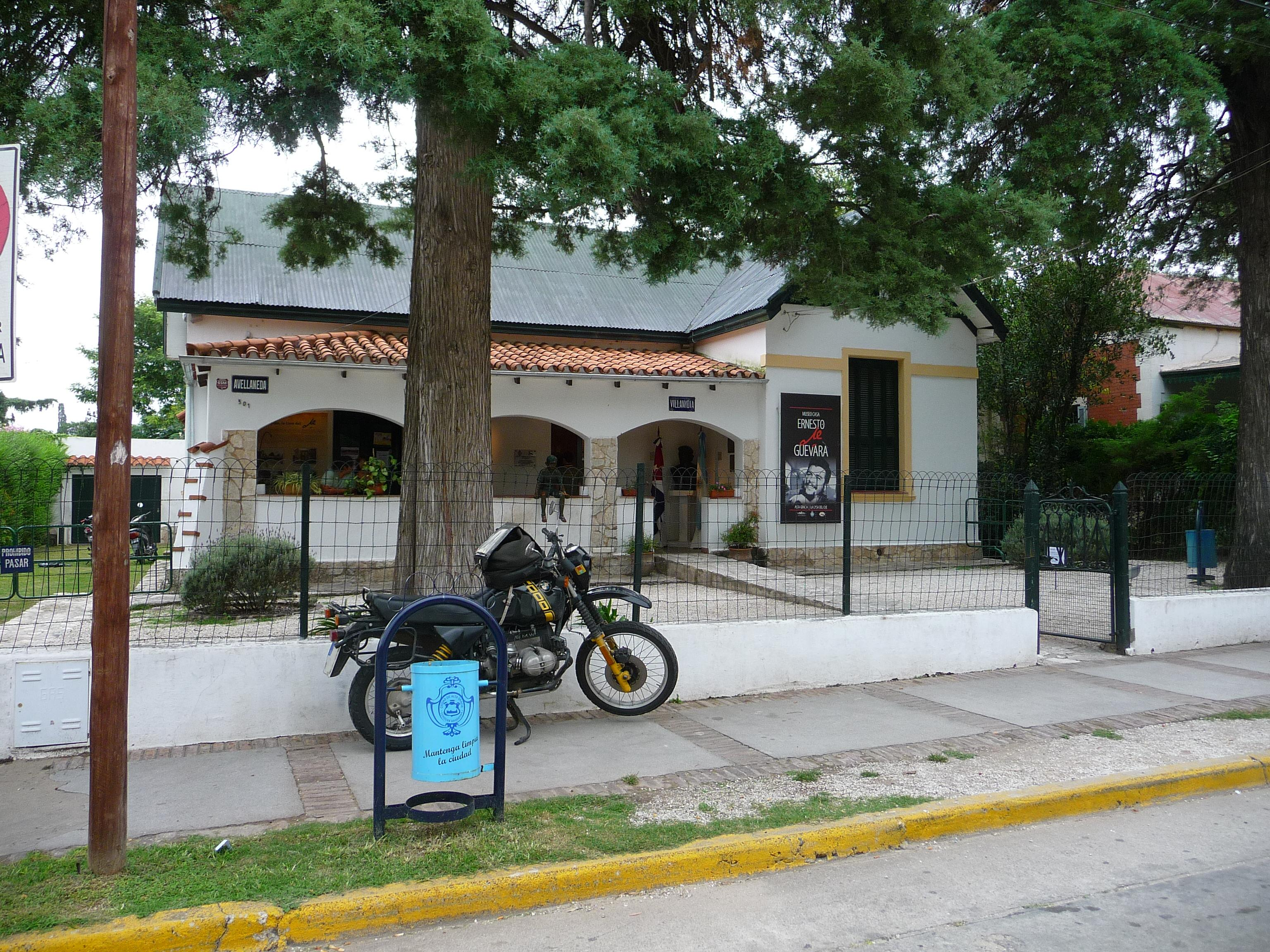
Das Haus, in dem Che Guevara seine Jugend verbrachte.

Außerdem lebte der spanische Komponist Manuel de Falla, nachdem er 1939 aus Spanien geflüchtet war, seine letzten Lebensjahre in Alta Gracia, wo er 1946 starb. Sein Haus ist heute ebenfalls ein Museum.

## In Alta Gracia geboren
- Gustavo Albella (1925–2000), Fußballspieler